# ACD Rivoli
ACD Rivoli is een Italiaanse voetbalclub uit Rivoli die anno 2008 speelt in de Serie D/A. De clubkleuren zijn geel en blauw.